# Alex (football, janvier 1982)
Pour les articles homonymes, voir Alex.
Alex Henrique da Silva, dit Alex, né le 6 janvier 1982 à Ribeirão Preto au Brésil, est un footballeur international arménien, qui évolue au poste de défenseur.
Il compte deux sélections en équipe nationale depuis 2014.

## Biographie

### Carrière de joueur
Avec le club arménien du Mika Erevan, Alex dispute 16 matchs en Ligue Europa, pour un but inscrit, et un match en Coupe Intertoto.

### Carrière internationale
Alex compte deux sélections avec l'équipe d'Arménie depuis 2014.
Il est convoqué pour la première fois par le sélectionneur national Bernard Challandes pour un match amical contre les Émirats arabes unis le 27 mai 2014 (victoire 4-3).

## Palmarès
- Avec le Mika Erevan
  - Vainqueur de la Coupe d'Arménie en 2006 et 2011.
  - Vainqueur de la Supercoupe d'Arménie en 2006 et 2012.